# Aneides hardii
Aneides hardii är en groddjursart som först beskrevs av Taylor 1941.  Aneides hardii ingår i släktet Aneides och familjen lunglösa salamandrar. IUCN kategoriserar arten globalt som livskraftig. Inga underarter finns listade i Catalogue of Life.

## Utseende
Hannar är med en genomsnittlig längd (med svans) av 48,4 mm längre än honor som blir upp till 44,5 mm långa. Arten har en svartbrun till brun grundfärg på ovansidan och en ljusare undersida. Vanligen förekommer många grågröna till bronsfärgade punkter eller fläckar på ovansidan. Svansen är allmänt lite kortare än huvud och bål tillsammans. Vid en vy ner mot djuret ser huvudet lite trekantig ut.

## Utbredning
Denna salamander förekommer i olika bergstrakter i delstaten New Mexico i USA. Den vistas i regioner som ligger 2430 till 3600 meter över havet. Individerna vistas i skogar som domineras av Douglasgran, Engelmannsgran och Coloradogran.

## Ekologi
Aneides hardii gömmer sig oftast i ruttnande trädstammar, i bergssprickor eller i lövskiktet. Från slutet av september till början av juni stannar den helt i boet. Honan lägger under sommaren 3 till 10 ägg men äggläggning sker inte varje år. Äggen har ungefär en diameter av 8 mm.
Arten äter olika ryggradslösa djur som maskar, spindeldjur, insekter och deras larver.